# ناروتو شيبودن: عاصفة النينجا النهائي 2
 ناروتو شيبودن: عاصفة النينجا النهائي 2 (بالإنجليزية: Naruto Shippuden: Ultimate Ninja Storm 2)‏ أو في اليابان ناروتو شيبودن: عاصفة ناروتيميت 2 (ＮＡＲＵＴＯ－ナルト－ 疾風伝ナルティメットストーム2) هي لعبة قتال طورتها سيبر كونيكت 2 ونشرتها بانداي نامكو إنترتينمنت. اللعبة مقتبسة من سلسلة الأنمي والمانغا ناروتو للمؤلف ماساشي كيشيموتو، وأُصدرت في منتصف 2010 لمنصتي بلاي ستيشن 3 و‌إكس بوكس 360. وبما أنها لعبة لاحقة لناروتو: عاصفة النينجا النهائي، فإن القصة وفريق التمثيل يستندان إلى مثيليهما في الجزء الثاني من المانغا، والمعروف في الأنمي باسم ناروتو شيبودن. اللعبة تحكي قصة ناروتو أوزوماكي - نينجا مراهق - وصداماته ضد منظمة الأكاتسكي.
بدأ تطوير اللعبة بعد انتهاء العمل على سابقتها ناروتو: عاصفة النينجا النهائي، وأُخذت في الحسبان تعليقات المعجبين بشأن اللعبة الأولى. أراد الفريق إدراج المزيد من الدراما في اللعبة لتنال رضا لاعبين أكثر. بالإضافة إلى شخصيات ناروتو، فإن اللعبة تتميز بوجود شخصية لارس ألكسندرسون من سلسلة تيكن. كان إدراجه في اللعبة قرارًا من رئيس مجلس إدارة سيبر كونيكت 2 هيروشي ماتسوياما بعد رؤيته لتصميم الشخصية البديل من كيشيموتو للعبة تيكن 6. كانت اللعبة من تلحين تشيكايو فوكودا.
تراوح الاستقبال النقدي للعبة من المتوسط إلى الإيجابي. أشاد المراجعون بالرسوميات وبمعارك الوحوش ومقارنتهما إيجابًا بمسلسل الأنمي، ولكنهم انتقدوا نقص الأحداث في خريطة العالم بعد إنهاء نمط القصة في اللعبة. حققت العاصفة 2 مبيعات عالية، وأصبحت إحدى أكثر الألعاب مبيعًا لبانداي في عام 2010. تبعتها لعبة ناروتو شيبودن: عاصفة النينجا النهائي 3 والتي أُصدرت في 2013. أُعيد إصدار جميع ألعاب العاصفة في 2017 في تجميعة ألعاب بالإضافة إلى توافرها في صورة تحميل رقمي.

## نظام اللعب
احتفظت اللعبة بالعديد من العناصر من اللعبة الأولى وتمتلك كذلك 23 مرحلة قتالية. تتضمن كذلك 9 فصول من ضمنها المقدمة وفصل إضافي. يمكن لكل شخصية اكتساب مجموعات تقنيات بتنشيط نمط اليقظة. لارس ألكسندرسون - الشخصية الضيف من تيكن 6 - يمكن اللعب بها في اللعبة. وبتقدم القصة، فإن اللاعبين سيتيحون تقنيات جديدة وتقنيات مطلقة لشخصية معينة.
عادت الشخصيات المساندة بميزتين جديدتين. الميزة الأولى هي نوع المساندة وهي الحراسة والهجوم والمساندة المتزنة. يمكن إتاحة هذه الميزة لكل شخصية مساندة وتحديد أفعالها أثناء المستوى الأولى من قيادة المساندة. الميزة الثانية هي قيادة المساندة، والتي تتكون من مستويين. يتفعل المستوى الأول بمجرد ظهور الشخصيات المساندة للاعب مرات كافية. أثناء تنشيط المستوى الأول، ستستدعي الشخصيات المساندة نفسها تلقائيًا حسب نوع المساندة، ونوع الأفعال التي يقوم بتنفيذها اللاعب. عندما تستدعي شخصية مساندة نفسها، فلن تُصفِّر مقياس الشحن لاستدعاء الشخصية المساندة، ويمكن استدعائها حينما لا يكون المقياس ممتلئًا. لا يمكن للاعب استدعاء شخصية مساندة إن كانت مُستدعاة من تلقاء نفسها. إن كانت الشخصية المساندة معدة للدفاع، فإنها ستستدعي نفسها إن كانت اللاعب يشحن طاقته وستصد المنافس من الاندفاع ضد اللاعب.
عند إعداد الشخصية المساندة للهجوم، سيتساعد في الهجوم على الخصم أثناء المجموعات التقنية، وستلكم الخصم عندما ترميه المجموعة التقنية في الهواء. عند إعداد الشخصية للاتزان، فإن ستلقي مقذوفات مع اللاعب عند استخدامه مقذوفات الطاقة وصد التقنيات المطلقة الموجهة نحوه، على حساب فقدان تلك المساندة لفترة من الوقت. عند تفعيل المستوى الثاني من قيادة المساندة، سيقدر اللاعب لوقت محدود على إطلاق تقنية فريق مطلقة، وتتفعل بالضغط على زر الطاقة ثلاث مرات ثم الضغط على زر الهجوم. تستنزف تقنية الفريق المطلقة كمًا كبيرًا من طاقة اللاعب، وتتسبب في ضرر كبير إن لمست خصمًا غير محمي.
لا يوجد في اللعبة تجول حر كما هو الحال في اللعبة الأولى، ولكن اِستُبدِل بشاشات تقمص الأدوار اليابانية والحركات. بالإضافة إلى قرية الورق، فإن اللاعب باستطاعته السفر خارج القرية عبر البيئات المتنوعة والتي تضم الغابات والصحاري وكذلك قرية الرمال المخفية. وقد عادت قتالات الوحوش الكبرى، بالأحداث الوقتية السريعة و‌المشاهد.
يمكن للاعبين الوصول إلى عدة ميزات على الإنترنت؛ منها المباريات السريعة ضد خصوم عشوائيين ومباريات تصنيف بمتصدرين وتخصيص مباريات بالإضافة إلى إمكانية استضافة مباريات.

## الحبكة والشخصيات
يغطي نمط المغامرة في اللعبة بدايات الأنمي والمانغا بعودة النينجا الصغير ناروتو أوزوماكي إلى قريته قرية الورق، بعد ثلاث سنوات من التدريب مع جيرايا. على مدار نمط القصة، سيحارب ناروتو وحلفائه العديد من الأعداء من المنظمة الإجرامية الأكاتسكي. وابتداءً من الفصل الأول، سيأسرون غارا قائد قرية الرمال المخفية. ويحكي الفصل الثاني عن محاولة فريق ناروتو الفاشلة لاستعادة زميلهم السابق ساسوكي أوتشيها من المجرم أوروتشيمارو. الفصلان التاليان يركزان على نينجا الورق شيكامارو نارا وقتال فريقه ضد الأعضاء الجدد بالأكاتسكي. وفي الفصل الذي يليهما سيخون ساسوكي أوروتشيمارو وسيهزمه ثم سيكون فريقه الخاص لتعقب شقيقه الأكبر إيتاتشي الذي ذبح عشيرتهما عن بكرة أبيها قبل سنوات. وأخيرًا، يحكي الفصلان الأخيران عن بين - قائد الأكاتسكي - وقتله لمعلمه جيرايا، وعن تدريب ناروتو للثأر لموته. إنهاء نمط القصة سيتيح فصلاً «قصيرًا» إضافيًا يحكي عن الأسر الفاشل لفريق ساسوكي لكيلر بي، بعد تحالفهم مع الأكاتسكي.
تحتوي اللعبة على 44 شخصية و15 شخصية مساندة. بينما في البداية ناروتو حاضرًا بتقنيات شيبودن الابتدائية، إلا أنه لاحقًا في اللعبة سيصبح متاحًا بتقنيات «الناسك» وسيصبح شخصية منفصلة. تظهر الشخصية الضيف لارس ألكسندرسون من تيكن 6 بزيه البديل الثالث من تيكن 6 والذي صممه ماساشي كيشيموتو مؤلف ناروتو. مع أن ميناتو ناميكازي قابل للإتاحة في اللعبة، إلا أن الشخصية يمكن استخدامها مباشرةً عن طريق شفرة تأتي مع الإصدار المحدود من اللعبة.

## التطوير

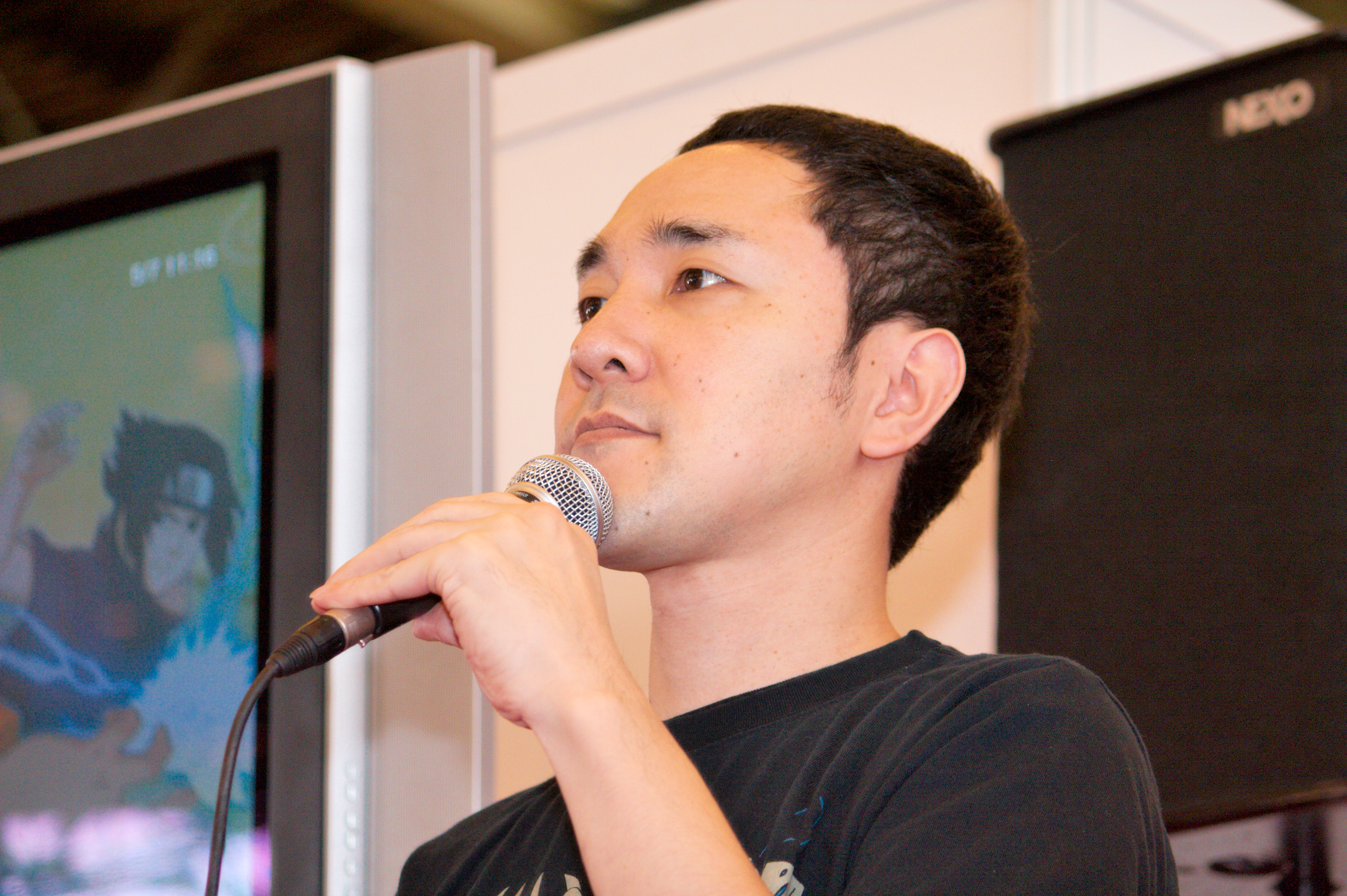
صرح هيروشي ماتسوياما أن فريق سيبر كونيكت 2 أراد إصلاح المشاكل في لعبة العاصفة الأولى.

كانت اللعبة قيد التطوير من إستديو فوكوكا لشركة سيبر كونيكت 2 في اليابان منذ إصدار لعبة ناروتو: عاصفة النينجا النهائي. بسبب شعبية السلسلة العالمية، قررت سيبر كونيكت 2 إصدار اللعبة لأول مرة لمنصة إكس بوكس 360. ميزة اللعب الجماعي قد أُضيفت بناءً على تعليقات اللاعبين على اللعبة الأولى. وإضافة ميزات أخرى كانت مسألة محاولة وخطأ، بالإضافة إلى اتزان كل العناصر حتى يكون لكل شخصية فرصة عادلة في الفوز بقتال. على سبيل المثال، في قتال بين ناروتو وهو صغير وبين جيرايا عدل فريق العمل عليه حتى يكون ممتعًا وكذلك يكون لدى كل شخصية فرصة الظفر باليد العليا في القتال. أراد الفريق «إعادة إنشاء» مظهر الرسوم المصورة والشعور بها أثناء المقاطع المصورة والمشاهد (التسلسلات) السينمائية. وهذا تطلب الخوض في اللعبة لتعديل العناصر لملائمة هذا الهدف وأثناء ذلك التأكد من أن نظام اللعب ظل متجاوبًا. نجحت كل التسلسلات مسبقًا باستخدام لوحات القصة، ثم أُنشئِت عناصر نظام اللعب قبل إضافة أجزاء التصميم الجمالي والصوتي. وجد الفريق هذا الأمر تحديًا لهم لأنه هدفهم كان إنشاء هذه التسلسلات بنفس جودة الأنمي. على عكس ألعاب النينجا النهائي لمنصة بلاي ستيشن 2، كان الفريق قادرًا على إضافة استراتيجية أكثر لمنصات الجيل اللاحق. على سبيل المثال، سمحت العاصفة 2 للاعبين باستخدام شخصتين مساندتين. أشرف ماساشي كيشيموتو على محتويات اللعبة ووافق على الكثير من الأقسام الأصلية لنمط قصة اللعبة، ووجدها مصنوعة بحرفية.
عملت سايبر كونيكت 2 لتجعل اللعبة جذابة أكثر من سابقتها بإضافة المزيد من المؤثرات الخاصة والمشاهد ذات الزوايا المختلفة. وهذا الأمر جلي بصورة أساسية في قتال الوحوش حيث تتغير البيئة باستمرار القتال. ومثال على ذلك، القتال بين ساكورا هارونو والجدة تشيو من جهة وساسوري من جهة أخرى. باستمرار المعركة، يتدمر الكهف الذي تتقاتل به الشخصيات، وقد قال الفريق أن هذا الأمر كان صعبًا. في معارك وحوش أخرى، يتغير نظام القتال، ومثال على ذلك اضطرار استخدام غارا لتقنيات المقذوفات أثناء طيرانه حول القرية مطاردًا ديدرا. زار فريق العمل مواقع المعجبين حيث كان اللعبة الأولى العاصفة محل نقاش واستمعوا إلى مشاكل المعجبين الموجهة إليهم حتى يتمكنوا - مع اللاعبين الجدد - من ملاحظة التحسينات التي صنعها الفريق في اللعبة اللاحقة. كانت النتيجة أن اللاعبين الذين لم يكونوا على علم بالسلسلة وجدوا اللعبة اللاحقة مثيرة للاهتمام.
قال هيروشي ماتسوياما رئيس مجلس الإدارة أن إحدى أهم المعارك التي أراد عملها كانت المعركة بين ساسوكي وشقيقه إيتاتشي. كان إيتاتشي شخصية ماتسوياما المفضلة وقد أصبح عاطفيًا أثناء تطوير هذا القتال. إلى جانب إدارج شخصيات ناروتو بصورها القديمة، تتميز اللعبة بشخصية لارس ألكسندرسون من سلسلة تيكن. جذب انتباه ماتسوياما تصميم الشخصية وطلب من فريق عمل تيكن إن كان يستطيع إدراج شخصية لارس. انبهر أعضاء من فريقي عمل ناروتو وتيكن بملائمة الشخصية مع باقي شخصيات ناروتو. ومع أن لارس ليس له قصة في اللعبة، توقع ماتسوياما أن اللاعبين سيستمتعون باللعب بشخصيته في المعارك المعتادة واللعب الجماعي على الإنترنت. تحسن الذكاء الاصطناعي ليجعل معارك الشخصيات أكثر إمتاعًا مع وجود قتالات وحوش جديدة. امتنع ماتسوياما عن إضافة محتوى قابل للتحميل في اللعبة.

### الإصدار
أعلنت نامكو بانداي غيمز رسميًا عن اللعبة في 20 ديسمبر 2009 في حدث جمب فيستا. وكانت مجلة في جمب قد كشف قبلئذٍ بعدة أيام عن لعبة. وبما أن اللعبة هي أولى مشاريع سيبر كونيكت 2 متعددة المنصات، فلقد عملوا بشكل وثيق مع مايكروسوفت. ذُكرت النسخة التجريبية للعبة أول مرة على الموقع الياباني الرسمي في 8 يوليو 2010، وقد أُتيحت للتحميل في 29 يوليو 2010 لخدمتي بلاي ستيشن نيتورك و‌إكس بوكس لايف اليابانيتين. أصبحت النسخة التجريبية متاحة أيضًا بإصدار إنجليزي على خدمتي بلاي ستيشن نيتورك وإكس بوكس لايف الأوروبيتين في 25 أغسطس 2010. أُصدرت النسخة التجريبية الإنجليزية أيضًا على نفس الخدمتين في أمريكا الشمالية في 24 أغسطس 2010. في 27 سبتمبر 2010، أعلنت نامكو بانداي أن اللعبة أصبحت مطروحة للتسويق. كان هيروشي ماتسوياما راضيًا عن إصدار اللاعب المتزامن تقريبًا في أنحاء مختلفة من العالم.
لحن موسيقى اللعبة تشيكايو فوكودا، وأُصدرت الموسيقى التصويرية بعنوان ناروتو شيبودن: عاصفة النينجا النهائي 2 - موسيقى لعبة الفيديو التصويرية في 15 أكتوبر 2010، في أوروبا وتميزت بأربعة عشر مقطعًا وكانت جزءًا من الإصدار المحدود من اللعبة.

## الاستقبال

### الاستقبال النقدي
| نتائج المراجعة نشرة نقاط بلاي ستيشن 3 إكس بوكس 360 دستركتويد 8.5/10 [ 29 ] غ/م يورو غيمر 8/10 [ 9 ] غ/م فاميتسو 39/40 [ 30 ] 35/40 [ 31 ] غيم ريفولوشن C+ [ 32 ] C+ [ 32 ] غيم سبوت 7/10 [ 33 ] 7/10 [ 33 ] غيم تريلرز غ/م 8.4/10 [ 34 ] غيم زون 7/10 [ 35 ] 7/10 [ 35 ] آي جي إن 8/10 [ 36 ] 8/10 [ 36 ] جويستيك غ/م [ 37 ] بال جي إن 6.5/10 [ 38 ] غ/م فيديو غيمر.كوم 7/10 [ 39 ] 7/10 [ 39 ] مجموع النقاط ميتاكريتيك 76/100 [ 40 ] 74/100 [ 41 ] |              |              |
| نتائج المراجعة |              |              |
| نشرة | نقاط         | نقاط         |
| نشرة | بلاي ستيشن 3 | إكس بوكس 360 |
| دستركتويد | 8.5/10       | غ/م          |
| يورو غيمر | 8/10         | غ/م          |
| فاميتسو | 39/40        | 35/40        |
| غيم ريفولوشن | C+           | C+           |
| غيم سبوت | 7/10         | 7/10         |
| غيم تريلرز | غ/م          | 8.4/10       |
| غيم زون | 7/10         | 7/10         |
| آي جي إن | 8/10         | 8/10         |
| جويستيك | غ/م          | [ 37 ]       |
| بال جي إن | 6.5/10       | غ/م          |
| فيديو غيمر.كوم | 7/10         | 7/10         |
| مجموع النقاط |              |              |
| ميتاكريتيك | 76/100       | 74/100       |

تلقت اللعبة تقييمات «متوسطة» طبقًا لمجمع المراجعات ميتاكريتيك المستند إلى المواقع الغربية، في حين كادت المجلة اليابانية فاميتسو تمنحها الدرجة الكاملة حيث أعطتها 39 من أصل 40 درجة لنسختها الخاصة بمنصة بلاي ستيشن 3 وأعطت 35 درجة لنسخة إكس بوكس 360. قيَّم الموقع العربي ترو غيمنغ اللعبة بثماني درجات من أصل عشرة، وقد أثنى قتال الوحوش (الزعماء) والقصة واللعب الجماعي. أثنت بعض المواقع على نمط القصة وكذلك تقديم الرسوميات التي قد تجذب اللاعبين أو تستقطبهم والذين لا يألفون سلسلة ناروتو. مدح مراجع موقع آي جي إن اللعبة قائلاً - مع أنه ليس معجبًا بناروتو - أنه كان منبهرًا بسرد أحداث اللعبة إلى حد الاهتمام بمصير الشخصيات؛ شعر مراجع آخر أن بعض الأجزاء قد تُربِك اللاعبين. وجد مراجع موقع غيم تريلرز أن القصة جذابة بالرغم من عباراتها المبتذلة. وشعر أن هذه اللعبة كان تحسنًا كبيرًا عن سابقتها، وقد استمتع بطريقة إتاحة بعض الشخصيات. يمدح المراجعون جانبًا آخر من اللعبة ألا وهو قتال الوحوش (الزعماء) لاستخدام المشاهد السينمائية والأحداث الوقتية السريعة. قال موقع فيديو غيمر أن اللاعبين اندهشوا بجودة اللعبة أثناء المعارك. أشادت فاميتسو بالتطورات في نظام اللعب وتحكم الشخصيات، بالإضافة إلى مقارنتها إيجابًا بالتحريك والأسلوب الفني لأنمي ناروتو. مع أن بعض المراجعين قد وجدوا معارك الوحوش هذه جذابة، ولكنهم وجدوا بعض المعارك تسير عكس التيار. شعر مراجع يورو غيمر أن اللعبة كان لاحقة جيدة استنادًا إلى الشخصيات الجديدة والأنماط الجديدة وكذلك نمط اللعب عبر الإنترنت. لاقى إدراج شخصية لارس ألكسندرسون من سلسلة تيكن إعجاب الكتاب أيضًا.
من الانتقادات الأخرى للعبة أن تحركات الشخصيات متشابهة وأن المهام الجانبية لا تتضمن معارك. بالرغم من الإشادة بالرسوميات، إلا أن خريطة العالم تعرضت لانتقادات بسبب عدم وجود أنشطة غير إيجاد العناصر؛ وانتقد البعض تفاعلات الشخصيات. تضمنت انتقادات أخرى شاشات التحميل الطويلة الملحوظة التي تحدث أثناء نمط القصة، وكذلك التشابهات بين تحركات الشخيات، والتي جعلت من اللعبة تفتقر إلى جاذبية ألعاب القتال الشهيرة. على صعيد آخر، استحسنت إنغادجت سعة الاستراتيجيات في المعارك وحقيقة أنه على اللاعبين التركيز على اعتراض عدوهم وهو يشحن طاقته أثناء محاولتهم لشحن طاقة أنفسهم. استخدام العناصر داخل المعارك، بالإضافة إلى المهمات الفرعية، قد دفع البعض لمقارنة اللعبة بألعاب تقمص الأدوار الشرقية. قال موقع غيم زون أن الجانب الأسوأ من اللعبة كان الاستخدام المتعدد للحلبات. كانت آراء المراجعين متباينة بشأن الصوت. امتدحوا الموسيقى التصويرية وكذلك استخدام الأصوات الإنجليزية واليابانية، في حين وجد مراجع وحيد أن طاقم التمثيل غير مستساغين، ولم تعجبه الحبكة ولا الأصوات. انتقد كذلك موقع ترو غيمنغ العربي عدم إضافة طور الآركيد والطور التدريبي.

### المبيعات
أملت نامكو بانداي في بيع 700 ألف نسخة من اللعبة بحلول نوفمبر 2010. بينما بِيعت 63,675 نسخة من نسخة بلاي ستيشن 3 أثناء ظهورها الياباني، إلا أن نسخة إكس بوكس 360 تدنت مبيعات بمقدار 3,000 نسخة فقط. اعتقد موقع سيليكونيرا أن هذا بسبب أن لعبة العاصفة الأولى لم تصدر لتلك المنصة في الأساس. في أواخر نوفمبر 2010، صُدِّرت من اللعبة مليون نسخة حول العالم؛ 500 ألف في أوروبا و340 ألف في أمريكا الشمالية و160 ألف في اليابان. في مايو 2011، ذكرت نامكو بانداي في تقرير لها أن اللعبة بِيع منها 1.1 مليون نسخة، وبذلك أصبحت ثاني أكثر لعبة مبيعًا لعام 2010 بعد تيكن 6. في ديسمبر 2010، أعلنت نامكو أنها قد صدَّرت من اللعبة مليونا نسخة حول العالم.

### التراث
لأن بعض اللاعبين الصغار لم يتمكن من لعب العاصفة 2 بسبب أسعار المنصات، أُصدرت لعبة فرعية باسم ناروتو شيبودن: تأثير النينجا النهائي على المنصة المحمولة بلاي ستيشن بورتبل حتى تصبح سهلة المنال. أُصدرت لعبة لاحقة بعنوان ناروتو شيبودن: عاصفة النينجا النهائي 3 في 2013. حدثت عدة تغييرات في نظام اللعب كاستخدام نمط الصحوة لجعل المعارك أكثر إمتاعًا. في 25 أغسطس 2017، أصدرت بانداي نامكو ناروتو شيبودن: تراث عاصفة النينجا النهائي والتي تحتوي على اللعبة الثالثة ناروتو شيبودن: عاصفة النينجا النهائي 3. في نفس الوقت، أُصدرت اللعبتان الأولتان والألعاب اللاحقة على الإنترنت. أُصدرت الثلاثية أيضًا لمنصة نينتندو سويتش.